# Литовченко, Иван Филиппович
Иван Филиппович Литовченко (10 марта 1917, с. Борисовка, Воронежская губерния — 1 февраля 2004, Вейделевка, Белгородская область) — советский военнослужащий, участник Великой Отечественной войны, полный кавалер ордена Славы, командир отделения гвардейского мотострелкового батальона 19-й гвардейской механизированной бригады, гвардии сержант — на момент представления к ордену Славы 1-й степени.

## Биография
Родился 25 февраля 1917 года в селе Борисовка (ныне Волоконовского района Белгородской области). Работал в колхозе.
В феврале 1943 года призван в ряды Красной Армии. Прошёл обучение на курсах младших командиров и в июне 1943 года направлен в 1-ю механизированную бригаду 3-го механизированного корпуса 1-й танковой армии Воронежского фронта. Во время Курской битвы в составе своего подразделения участвовал в оборонительных боях на обоянском направлении. 5 июля 1943 года при отражении прорыва вражеских танков был завален в окопе и контужен. В свою часть вернулся уже за Днепром. К тому времени бригада и корпус были преобразованы в 19-ю гвардейскую механизированную бригаду и 8-й гвардейский механизированный корпус и входили в состав 1-го Украинского фронта. Командир отделения 1-го мотострелкового батальона гвардии сержант Литовченко участвовал в освобождении правобережной Украины в ходе Житомирско-Бердичевской, Проскуровско-Черновицкой и Львовско-Сандомирской операций.
В апреле 1944 года на подступах к городу Станислав противник предпринял ряд попыток по восстановлению утраченных позиций. В бою 16 апреля 1944 года в районе села Клубовцы Тысменицкого района Ивано-Франковской области Литовченко с отделением отбил три контратаки неприятеля. Гранатой уничтожил расчёт станкового пулемёта, и из него же расстрелял ещё восьмерых пехотинцев врага.
Приказом по 8-му гвардейскому механизированному корпусу № 031/н от 22 мая 1944 года за мужество, проявленное в боях с врагом, гвардии сержант Литовченко Иван Филиппович награждён орденом Славы 3-й степени.
Сломив сопротивление противника под Станиславом, войска устремились к советско-польской границе. Батальон, в котором служил И. Ф. Литовченко, с ходу форсировал реку Сан у села Лазы-Пелкиньска. Во время боёв за расширение плацдарма на левом берегу реки гвардии сержант Литовченко 25 июля 1944 года с наступлением темноты проник в тыл врага, гранатами и огнём из автомата истребил расчёт зенитной пушки противника и около десяти пехотинцев. В этом бою он был ранен.
Приказом по 1-й гвардейской танковой армии от 26 сентября 1944 года гвардии сержант Литовченко награждён орденом Славы 2-й степени.
Из госпиталя Литовченко вернулся накануне Висло-Одерской операции. 20 января 1945 года он со своим отделением в составе танкового десанта в числе первых ворвался в город Конин, на позиции артиллерийской батареи противника уничтожил 12 противников и пятерых пленил. В бою вновь был тяжело ранен.
Указом Президиума Верховного Совета СССР от 24 марта 1945 года за мужество, отвагу и героизм, проявленные в борьбе с захватчиками, гвардии сержант Литовченко Иван Филиппович награждён орденом Славы 1-й степени.
В конце апреля 1945 года он, несмотря на запрет врачей, сбежал из госпиталя в свою бригаду и участвовал в штурме Берлина.
В 1945 году старшина Литовченко демобилизован. Вернулся на родину. Окончил курсы механизаторов. В 1956 году переехал в посёлок Ивановка Антрацитовского района Луганской области. Работал трактористом и комбайнёром в совхозе. Затем переехал в город Валуйки Белгородской области. Последние годы жил в посёлке Вейделевка Белгородской области. 
Скончался 1 февраля 2004 года.
Награждён орденами Отечественной войны 1-й степени, Славы 1-й, 2-й и 3-й степени, медалями. Почётный гражданин посёлка Ивановка.